# Marco Calderoni
Marco Calderoni (Latisana, 18 febbraio 1989) è un calciatore italiano, difensore del Nardò.

## Caratteristiche tecniche
È un terzino sinistro, abile sia in fase offensiva che in fase difensiva. Può essere impiegato anche a centrocampo e come difensore centrale di sinistra.

## Carriera

### Club

#### Inizi
Ha iniziato a muovere i primi passi nelle giovanili del Sesto Bagnarola, dopo aver praticato il ciclismo per cinque anni.
In età adolescenziale è poi passato nel settore giovanile del Piacenza. Fa il suo esordio tra i professionisti il 25 maggio 2008 in Cesena-Piacenza (2-2), valida per la penultima giornata di campionato, subentrando al 39' della ripresa al posto di Giuseppe Gemiti. Scende in campo anche la settimana seguente nella trasferta disputata contro il Mantova.
Il 15 maggio 2009, in occasione di Pisa-Piacenza (1-3), realizza il primo gol in carriera, che sancisce la matematica salvezza degli emiliani guidati da Stefano Pioli.

#### Palermo
Dopo aver disputato 14 incontri di campionato con i biancorossi, alternandosi a Michele Anaclerio nel ruolo di terzino sinistro, il 1º febbraio 2010, nell'ultimo giorno di calciomercato, si trasferisce in prestito con diritto di opzione sulla compartecipazione al Palermo, in cambio di Cristian Melinte, che passa al Piacenza con la formula del prestito secco.
Il 27 marzo 2010, in occasione di Palermo-Bologna (3-1), anche a causa dell'assenza per squalifica del titolare Federico Balzaretti, esordisce sia in Serie A che con la maglia rosanero, giocando titolare e lasciando il posto al 75' a Ondřej Čelůstka, altro esordiente di giornata. Sarà la sua unica presenza stagionale con la maglia del Palermo. A fine stagione non viene riscattato, facendo ritorno a Piacenza.

#### Ritorno a Piacenza e prestito ad Ascoli
Disputa la sua prima partita ufficiale il 14 agosto 2010 in Piacenza-Virtus Lanciano (5-3), valida per il secondo turno di Coppa Italia, giocando titolare. Esordisce in campionato il 22 agosto contro il Modena. Scende in campo anche nel turno successivo di coppa, perso contro il Cagliari (3-0).
Dopo aver disputato 13 presenze con gli emiliani, l'11 gennaio 2011 viene ceduto in prestito all'Ascoli, sempre nel campionato cadetto. Con la nuova squadra esordisce da titolare quattro giorni dopo in Ascoli-Grosseto (1-2) valida per la 22ª giornata. Chiude la stagione in bianconero con 19 presenze.
A fine stagione non viene riscattato e fa così ritorno al Piacenza.

#### Grosseto
Il 31 agosto 2011, ultimo giorno della finestra estiva di calciomercato, viene ceduto a titolo definitivo al Grosseto, rimanendo al Piacenza in prestito. Esordisce in Lega Pro Prima Divisione il 4 settembre 2011 in Südtirol-Piacenza (1-2). Dopo aver chiuso il girone di andata con 18 presenze, il 25 gennaio 2012 fa rientro al Grosseto. Esordisce con la nuova maglia l'11 febbraio seguente in Crotone-Grosseto (2-2), valida per la 27ª giornata di campionato, giocando titolare. Chiude la stagione con 12 presenze.
Il 20 aprile 2013, in occasione del derby perso 0-3 contro il Livorno, in seguito all'uscita dal campo di Gennaro Delvecchio per espulsione, indossa per la prima volta la fascia da capitano del Grosseto.

#### Bari
Il 14 agosto 2013 viene acquistato a titolo definitivo dal Chievo, che lo cede in compartecipazione al Bari, in Serie B. Esordisce con i galletti da titolare quattro giorni dopo nell'incontro perso 3-0 contro l'Atalanta, valido per il terzo turno di Coppa Italia. Mette a segno la sua prima rete con i biancorossi l'8 settembre contro il Siena (3-2 per i toscani).
Il 20 giugno 2014 ChievoVerona e Bari rinnovano la compartecipazione del giocatore che resta in Puglia. termina la stagione, condizionata da problemi fisici, con 26 presenze in campionato e 2 in Coppa Italia.
Il 25 giugno 2015 la compartecipazione tra Bari e Chievo viene risolta alle buste a vantaggio della società veneta che diventa proprietaria dell'intero cartellino di Calderoni.

#### Latina e Novara
Nell'estate 2015 viene ufficializzato il suo trasferimento in prestito al Latina, sempre in Serie B. Fa il suo debutto con i pontini il 9 agosto nella sconfitta casalinga per 4-1 contro il Pavia valida per il secondo turno di Coppa Italia. Segna la sua prima rete nerazzurra il 9 aprile 2016 nella sconfitta per 3-2 in casa della Salernitana. Termina la stagione con 38 presenze e 1 gol in campionato e 1 presenza in Coppa Italia.
La stagione successiva resta in Serie B trasferendosi in prestito al Novara. Fa il suo debutto con i piemontesi il 7 agosto nella partita vinta 2-1 contro la Juve Stabia e valida per il secondo turno eliminatorio di Coppa Italia. Segna la sua prima rete con i piemontesi il 17 dicembre nella vittoria per 3-1 contro il Cesena. Chiude la stagione con 3 reti in 33 presenze in campionato e 2 presenze senza reti in coppa Italia. Il 1º luglio 2017, all'apertura del calciomercato, il Novara annuncia l'acquisizione di Calderoni a titolo definitivo con la contestuale firma di un contratto triennale. Nella sua seconda stagione a Novara, terminata con la retrocessione dei piemontesi in Serie C, totalizza una rete in 36 presenze di campionato più una presenza in coppa Italia.

#### Lecce
Il 18 luglio 2018 passa a titolo definitivo al Lecce neopromosso in Serie B, firmando un contratto fino al 30 giugno 2020. Fa il debutto con i salentini il successivo 7 agosto nella partita vinta per 1-0 contro la Feralpisalò, valida per il secondo turno di Coppa Italia. Nel 2018-2019 totalizza 30 presenze in campionato e 2 in Coppa Italia, ottenendo la promozione in Serie A.
Il 25 settembre 2019 segna la sua prima rete in Serie A, nella partita vinta dal Lecce per 3-1 sul campo della SPAL. Il 20 ottobre segna, nei minuti di recupero del secondo tempo della sfida contro il Milan, il gol che consente ai salentini di ottenere il primo punto a San Siro dopo diciannove anni; si ripete il 25 novembre, dando nel recupero del secondo tempo un altro punto ai salentini con un gol nel match interno pareggiato per 2-2 con il Cagliari. Nella sua prima stagione da titolare in Serie A, conclusasi con la retrocessione del Lecce, totalizza 3 reti in 26 presenze di campionato, oltre a una presenza in Coppa Italia.
Rimasto a Lecce anche nella stagione successiva, il 13 novembre 2020 rinnova il contratto con salentini fino alla fine della stagione 2021-2022. Nel corso dell'annata accusa diversi problemi fisici, che lo costringono a saltare tutto il girone di ritorno; ristabilitosi, rientra in campo solo il 20 maggio, nella decisiva semifinale play-off di ritorno contro il Venezia, che sancisce l'eliminazione del Lecce. Totalizza una rete in 15 presenze stagionali in campionato, a cui si aggiungono una presenza nei play-off e 2 in Coppa Italia per un totale di 77 presenze e 4 gol messi insieme in tre stagione con i salentini.

#### L.R. Vicenza e Cesena
Il 16 luglio 2021 viene ceduto a titolo definitivo al L.R. Vicenza, con cui firma un contratto annuale con opzione per l'anno successivo. Debutta con i veneti il 15 agosto successivo nella sfida persa per 4-2 sul campo dell'Empoli valida per i trentaduesimi di finale di Coppa Italia.
Il 25 gennaio 2022 viene acquistato dal Cesena. Debutta con i bianconeri romagnoli il 30 gennaio successivo nella partita casalinga vinta 3-0 contro l'Olbia, partita nella quale propizia il gol segnato dal compagno Caturano. In totale nello spezzone di stagione disputato con i bianconeri, condizionato dalla pubalgia e che lo vede evidenziare lacune in fase difensiva, disputa 9 partite in campionato e due nei play-off. Rimasto in Romagna anche per la stagione 2022-2023, il 5 ottobre 2022, nella partita vinta per 3-1 contro la Fermana valida per il primo turno di Coppa Italia Serie C, sigla la sua prima rete con i romagnoli. Dopo una prima parte di stagione da titolare, a partire dal mese di febbraio viene relegato in panchina dopo una serie di errori e amnesie, chiudendo la stagione con 29 presenze e 3 reti (28 presenze e 2 reti in campionato più una presenza e una rete in Coppa Italia Serie C).

#### Fermana, Brindisi e la discesa in Serie D
Il 30 agosto 2023, Calderoni viene ceduto a titolo definitivo alla Fermana, in Serie C, con cui firma un contratto annuale. Due giorni più tardi debutta con i marchigiani nella partita persa per 3-0 sul campo della Carrarese, nella quale segna un autogol.
Il 10 gennaio 2024, dopo 15 presenze con i gialloblù, viene annunciato il suo passaggio a titolo definitivo al Brindisi, alta compagine militante in terza serie, con cui debutta tre giorni più tardi nella sconfitta per 3-0 sul campo del Catania. Con i biancazzurri scende in campo in 12 occasioni, terminando il torneo all'ultimo posto, con conseguente retrocessione in Serie D.
Calderoni rimane in Puglia anche nella stagione successiva, per la quale si accorda con il Nardò, squadra militante in Serie D, campionato mai affrontato in precedenza dal difensore friulano. Il debutto in maglia granata avviene il successivo primo settembre nella sfida valida per il primo turno di Coppa Italia Serie D persa per 6-1 contro la Fidelis Andria.

### Nazionale
Nel giugno del 2009 ha partecipato ai giochi del Mediterraneo con la maglia azzurra, perdendo in finale contro la Spagna ottenendo dunque la Medaglia d'argento.
Tra il settembre e l'ottobre dello stesso anno ha partecipato al Campionato mondiale di calcio Under-20 2009, svoltosi in Egitto: ha giocato tutte le 5 partite dell'Italia prima dell'eliminazione, giocando ottimamente e fuori ruolo (spostandosi al centro della difesa) sempre da titolare tranne in un'occasione nella quale è subentrato dalla panchina.
Ha successivamente preso parte al torneo Quattro Nazioni.

## Statistiche

### Presenze e reti nei club
Statistiche aggiornate al 4 maggio 2025.
| Stagione        | Squadra         | Campionato      | Campionato | Campionato | Coppe nazionali | Coppe nazionali | Coppe nazionali | Coppe continentali | Coppe continentali | Coppe continentali | Altre coppe | Altre coppe | Altre coppe | Totale | Totale |
| Stagione        | Squadra         | Comp            | Pres       | Reti       | Comp            | Pres            | Reti            | Comp               | Pr                 | Reti               | Comp        | Pres        | Reti        | Pres   | Reti   |
| --------------- | --------------- | --------------- | ---------- | ---------- | --------------- | --------------- | --------------- | ------------------ | ------------------ | ------------------ | ----------- | ----------- | ----------- | ------ | ------ |
| 2007-2008       | Piacenza        | B               | 2          | 0          | CI              | 0               | 0               | -                  | -                  | -                  | -           | -           | -           | 2      | 0      |
| 2008-2009       | Piacenza        | B               | 21         | 1          | CI              | 0               | 0               | -                  | -                  | -                  | -           | -           | -           | 21     | 1      |
| 2009-feb. 2010  | Piacenza        | B               | 14         | 0          | CI              | 1               | 0               | -                  | -                  | -                  | -           | -           | -           | 15     | 0      |
| feb.-giu. 2010  | Palermo         | A               | 1          | 0          | CI              | -               | -               | -                  | -                  | -                  | -           | -           | -           | 1      | 0      |
| 2010-gen. 2011  | Piacenza        | B               | 13         | 0          | CI              | 2               | 0               | -                  | -                  | -                  | -           | -           | -           | 15     | 0      |
| gen.-giu. 2011  | Ascoli          | B               | 18         | 0          | CI              | -               | -               | -                  | -                  | -                  | -           | -           | -           | 18     | 0      |
| 2011-gen. 2012  | Piacenza        | 1D              | 18         | 0          | CI+CI-LP        | 1+0             | 0               | -                  | -                  | -                  | -           | -           | -           | 19     | 0      |
| Totale Piacenza | Totale Piacenza | Totale Piacenza | 68         | 1          |                 | 4               | 0               |                    | -                  | -                  |             | -           | -           | 72     | 1      |
| gen.-giu. 2012  | Grosseto        | B               | 12         | 0          | CI              | -               | -               | -                  | -                  | -                  | -           | -           | -           | 12     | 0      |
| 2012-2013       | Grosseto        | B               | 32         | 0          | CI              | 1               | 0               | -                  | -                  | -                  | -           | -           | -           | 33     | 0      |
| ago. 2013       | Grosseto        | 1D              | -          | -          | CI+CI-LP        | 2+0             | 0               | -                  | -                  | -                  | -           | -           | -           | 2      | 0      |
| Totale Grosseto | Totale Grosseto | Totale Grosseto | 44         | 0          |                 | 3               | 0               |                    | -                  | -                  |             | -           | -           | 47     | 0      |
| ago. 2013-2014  | Bari            | B               | 40+3       | 3          | CI              | 1               | 0               | -                  | -                  | -                  | -           | -           | -           | 44     | 3      |
| 2014-2015       | Bari            | B               | 26         | 0          | CI              | 2               | 0               | -                  | -                  | -                  | -           | -           | -           | 28     | 0      |
| Totale Bari     | Totale Bari     | Totale Bari     | 66+3       | 3          |                 | 3               | 0               |                    | -                  | -                  |             | -           | -           | 72     | 3      |
| 2015-2016       | Latina          | B               | 38         | 1          | CI              | 1               | 0               | -                  | -                  | -                  | -           | -           | -           | 39     | 1      |
| 2016-2017       | Novara          | B               | 33         | 3          | CI              | 2               | 0               | -                  | -                  | -                  | -           | -           | -           | 35     | 3      |
| 2017-2018       | Novara          | B               | 36         | 1          | CI              | 1               | 0               | -                  | -                  | -                  | -           | -           | -           | 37     | 1      |
| Totale Novara   | Totale Novara   | Totale Novara   | 69         | 4          |                 | 3               | 0               |                    | -                  | -                  |             | -           | -           | 72     | 4      |
| 2018-2019       | Lecce           | B               | 30         | 0          | CI              | 2               | 0               | -                  | -                  | -                  | -           | -           | -           | 32     | 0      |
| 2019-2020       | Lecce           | A               | 26         | 3          | CI              | 1               | 0               | -                  | -                  | -                  | -           | -           | -           | 27     | 3      |
| 2020-2021       | Lecce           | B               | 15+1       | 1          | CI              | 2               | 0               | -                  | -                  | -                  | -           | -           | -           | 18     | 1      |
| Totale Lecce    | Totale Lecce    | Totale Lecce    | 71+1       | 4          |                 | 5               | 0               |                    | -                  | -                  |             | -           | -           | 77     | 4      |
| 2021-gen. 2022  | L.R. Vicenza    | B               | 15         | 0          | CI              | 1               | 0               | -                  | -                  | -                  | -           | -           | -           | 16     | 0      |
| gen.-giu. 2022  | Cesena          | C               | 9+2        | 0          | CI-C            | -               | -               | -                  | -                  | -                  | -           | -           | -           | 11     | 0      |
| 2022-2023       | Cesena          | C               | 28         | 2          | CI-C            | 1               | 1               | -                  | -                  | -                  | -           | -           | -           | 29     | 3      |
| Totale Cesena   | Totale Cesena   | Totale Cesena   | 37+2       | 2          |                 | 1               | 1               |                    | -                  | -                  |             | -           | -           | 39     | 3      |
| 2023-gen. 2024  | Fermana         | C               | 15         | 0          | CI-C            | 0               | 0               | -                  | -                  | -                  | -           | -           | -           | 15     | 0      |
| gen.-giu. 2024  | Brindisi        | C               | 12         | 0          | CI-C            | -               | -               | -                  | -                  | -                  | -           | -           | -           | 12     | 0      |
| 2024-2025       | Nardò           | D               | 29         | 2          | CI-D            | 1               | 0               | -                  | -                  | -                  | -           | -           | -           | 30     | 2      |
| Totale carriera | Totale carriera | Totale carriera | 489        | 17         |                 | 22              | 1               |                    | -                  | -                  |             | -           | -           | 511    | 18     |

## Filmografia
- 2015 - Una meravigliosa stagione fallimentare